# الماسح الكبير للأشعة فوق البنفسجية البصرية
الماسح الكبير للأشعة فوق البنفسجية البصرية، والمعروف باسم لوفور (LUVOIR)، هو مفهوم لمرصد فضائي متعدد الأطوال الموجية يجري تطويره بواسطة وكالة ناسا تحت قيادة فريق تعريف العلوم والتكنولوجيا. يُعتبر إحدى أربعة مفاهيم لمهمات مُخصصة لدراسة الفيزياء الفلكية يجري تفحصها استعدادًا للمسح العقدي لعلم الفلك والفيزياء الفلكية لعام 2020 التابع للأكاديمية الوطنية للعلوم. في حين أن لوفور هو مفهوم لمرصد ذي هدف عام، فإنه يمتلك هدفًا علميًا رئيسيًا يتمثل في وصف مجموعة واسعة من الكواكب الخارجية، بما في ذلك تلك التي قد تكون صالحة للسكن. الهدف الإضافي هو تمكين مجموعة واسعة من الدراسات في مجال الفيزياء الفلكية، تتراوح بين حقبة إعادة التأين، من خلال تشكل المجرات وتطورها، وتشكل النجوم والكواكب. سيكون من الممكن أيضًا إجراء تصوير قوي ورصد طيفي لأجسام النظام الشمسي. سيكون لوفور إحدى مهمات برنامج فلاج شيب، وسيُبحث في إمكانية تطويره في وقت ما بعد عام 2020. أنتج فريق المهمة تصميمين لنوعين من لوفور: أحدها مزود بمرآة بقطر 15 متر (لوفور إيه) والآخر بقطر 8 أمتار (لوفور بي). يمكن لروفور رصد الأشعة فوق البنفسجية والمرئية والقريبة من تحت الحمراء. نُشر التقرير النهائي عن دراسة مفهوم مهمة لوفور، التي استمرت لمدة 3.5 عامًا، في 26 أغسطس 2019.

## نظرة عامة
في عام 2016، بدأت وكالة ناسا النظر في أربعة مفاهيم مختلفة لتلسكوب فضائي في برنامج فلاج شيب، وهي: مهمة تصوير الكواكب الخارجية الصالحة للحياة (هاب إكس)، والماسح الكبير للأشعة فوق البنفسجية البصرية (لوفور)، ومرصد لينكس للأشعة السينية، وتلسكوب أورجنز الفضائي (أوه إس تي). في عام 2019، قامت الفرق الأربعة بتسليم تقاريرها النهائية إلى الأكاديمية الوطنية للعلوم، التي تقدم لجنتها المستقلة للمسح العقدي النصائح لوكالة ناسا بشأن المهمات ذات الأولوية القصوى. في حالة جرى تمويله، سيُطلق لوفور في عام 2039 تقريبًا باستخدام مركبة إطلاق ثقيلة، وسيُوضع في مدار حول نقطة لاغرانج الثانية الخاصة بالأرض والشمس.

## وصف المهمة
تتمثل أهداف لوفور الرئيسية في البحث عن الكواكب الخارجية ودراسة الأصول الكونية والنظام الشمسي. سيكون لوفور قادرًا على تحليل بُنية وتكوين الأغلفة الجوية للكواكب الخارجية وسطوحها. ويمكنه أيضًا رصد البصمات الحيوية الناشئة عن الحياة في الأغلفة الجوية للكواكب الخارجية البعيدة. تشمل البصمات الحيوية الجوية المهمة ثاني أكسيد الكربون CO2، وأول أكسيد الكربون CO، والأكسجين الجزيئي 2O، والأوزون 3O، والماء H2O، والميثان CH4. ستوفر قدرة لوفور على رصد الأطوال الموجية المتعددة أيضًا معلومات أساسية ستساعد في فهم كيف تنظم الأشعة فوق البنفسجية للنجوم المضيفة الكيمياء الضوئية في الأغلفة الجوية للكواكب الصالحة للسكن. سيرصد لوفور أيضًا أعدادًا كبيرة من الكواكب الخارجية ذات خصائص متنوعة (مثل الكتلة ونوع النجم المضيف والعمر وما إلى ذلك)، بهدف وضع النظام الشمسي في سياق أوسع من الأنظمة الكوكبية. يتميز نطاق دراسات الفيزياء الفلكية، التي يمكن أن يقوم بها لوفور، بأنه واسع للغاية، إذ يغطي جميع الموضوعات التي يدرسها العلماء باستخدام مرصد هابل الفضائي بالإضافة إلى أمور أخرى. ستصبح التجارب الصعبة للغاية أو المستحيل باستخدام مرآة هابل، التي يبلغ قطرها 2.4 متر، ممكنةً باستخدام لوفور. تشمل هذه الدراسات استكشاف البنية الكونية في المناطق البعيدة في المكان والزمان، وتشكيل وتطور المجرات، وولادة النجوم والأنظمة الكوكبية. في مجال دراسات النظام الشمسي، يمكن أن يوفر لوفور دقة تصوير لكوكب المشتري تصل إلى نحو 25 كيلومتر في الضوء المرئي، ما سيسمح بالرصد التفصيلي لديناميكيات الغلاف الجوي للمشتري وزحل وأورانوس ونبتون على مدى فترات زمنية طويلة. يمكن أن يوفر التصوير الحساس عالي الدقة والتصوير الطيفي لمذنبات النظام الشمسي والكويكبات والأقمار وأجرام حزام كايبر، التي لن تزورها المركبات الفضائية في المستقبل المنظور، معلومات مهمة عن العمليات التي شكلت النظام الشمسي قبل زمن طويل. علاوة على ذلك، سيلعب لوفور دورًا مهمًا في دراسة أعمدة الانبعاثات الخاصة بالأقمار المحيطية في النظام الشمسي الخارجي، ولا سيما أوروبا وإنسيلادوس، على مدى فترات زمنية طويلة.

## وصلات خارجية
- الماسح الكبير للأشعة فوق البنفسجية البصرية - موقع المشروع (بالإنجليزية)